# 829

## Decese
- Mihail al II-lea Amorianul, împărat bizantin din 820, (n.c. 770)